# Salaka

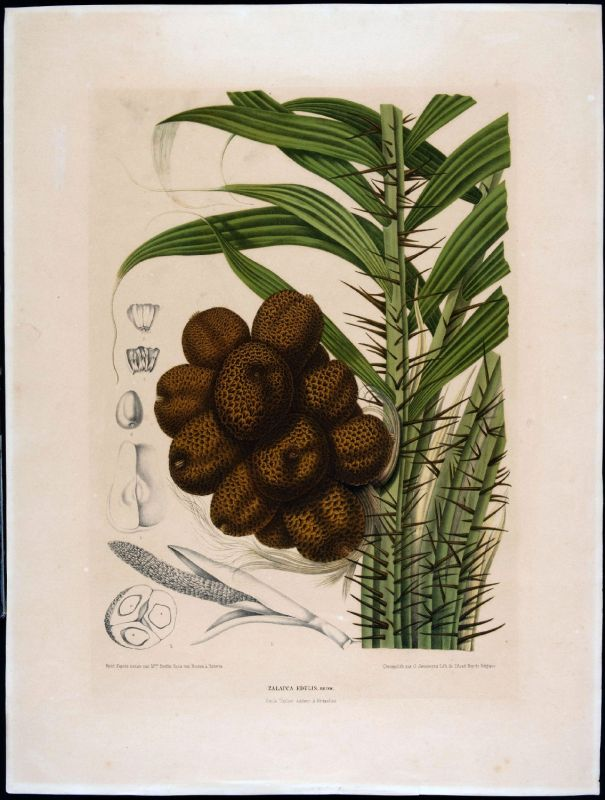
Ilustrace salaky jedlé z roku 1863

Salaka (Salacca) je rod palem, zahrnující asi 20 druhů. Je rozšířen v tropické Asii od severovýchodní Indie po jihovýchodní Asii. Jsou to dvoudomé, bezkmenné palmy se zpeřenými nebo celistvými listy a silně ostnitými řapíky. Květenství jsou krátká. Plody jsou na povrchu šupinaté a obvykle obsahují 3 semena. Některé druhy mají jedlé plody. Salaka jedlá je pěstována pro ovoce známé jako salak, Salacca wallichiana poskytuje ovoce rakum. Listy některých druhů slouží jako střešní krytina.

## Popis

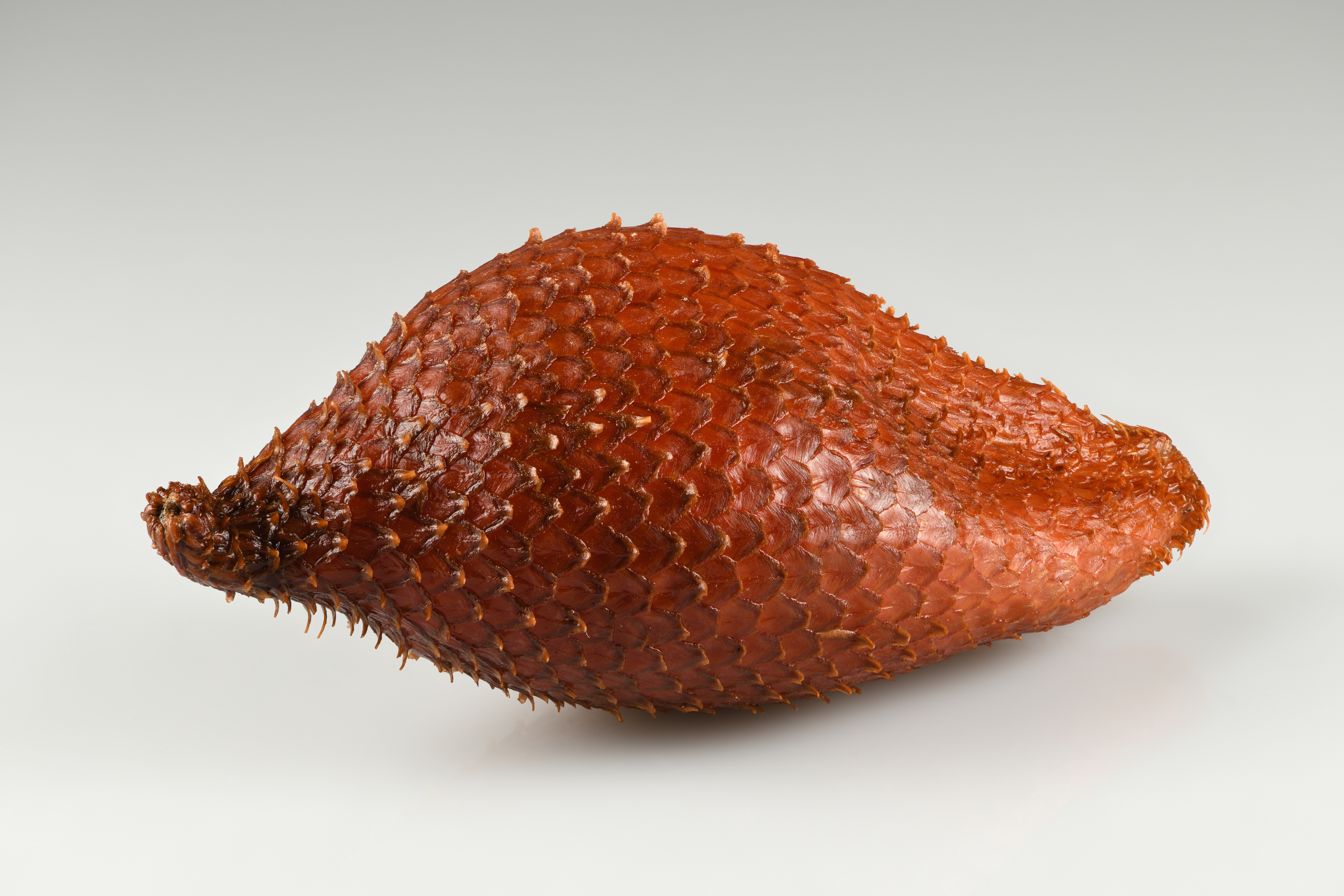
Salacca wallichiana

Salaky jsou dvoudomé, většinou bezkmenné, silně ostnité palmy. Kmen je obvykle krátký a podzemní, svazčitý, pokrytý vytrvalými listovými bázemi. Listy jsou zpeřené nebo s celistvou a na konci dvouklanou čepelí se zpeřenou žilnatinou, drobné až rozměrné. Řapík je ostnitý dlouhými, plochými ostny podobně jako střední vřeteno listu.
Některé druhy kvetou po dosažení zralosti pouze jednou a poté odumírají, jiné kvetou opakovaně. Květenství jsou krátká, větvená do 2. řádu nebo klasovitá, pokrytá mnoha vytrvalými listeny. Květy jsou jednopohlavné, s trojčetným kalichem a korunou. Samčí květy vyrůstají v párech na tlustém květním vřetenu a obsahují 6 tyčinek s krátkými nitkami, přirostlými v ústí korunní trubky.
Samičí květy jsou v rámci květenství jednotlivé nebo v páru se sterilním samčím květem. Obsahují 3 staminodia a gyneceum srostlé ze 3 plodolistů. Semeník je na povrchu pokrytý střechovitými šupinkami a obsahuje 3 vajíčka v nekompletně oddělených komůrkách.
Plody jsou rezavě hnědé, vejcovité nebo hruškovité, obvykle trojsemenné. Na povrchu jsou pokryty množstvím střechovitě se překrývajících šupin. Konce šupin jsou zdvihnuté a dávají plodům ostnitý vzhled. Mezokarp je tenký, endokarp není diferencován.

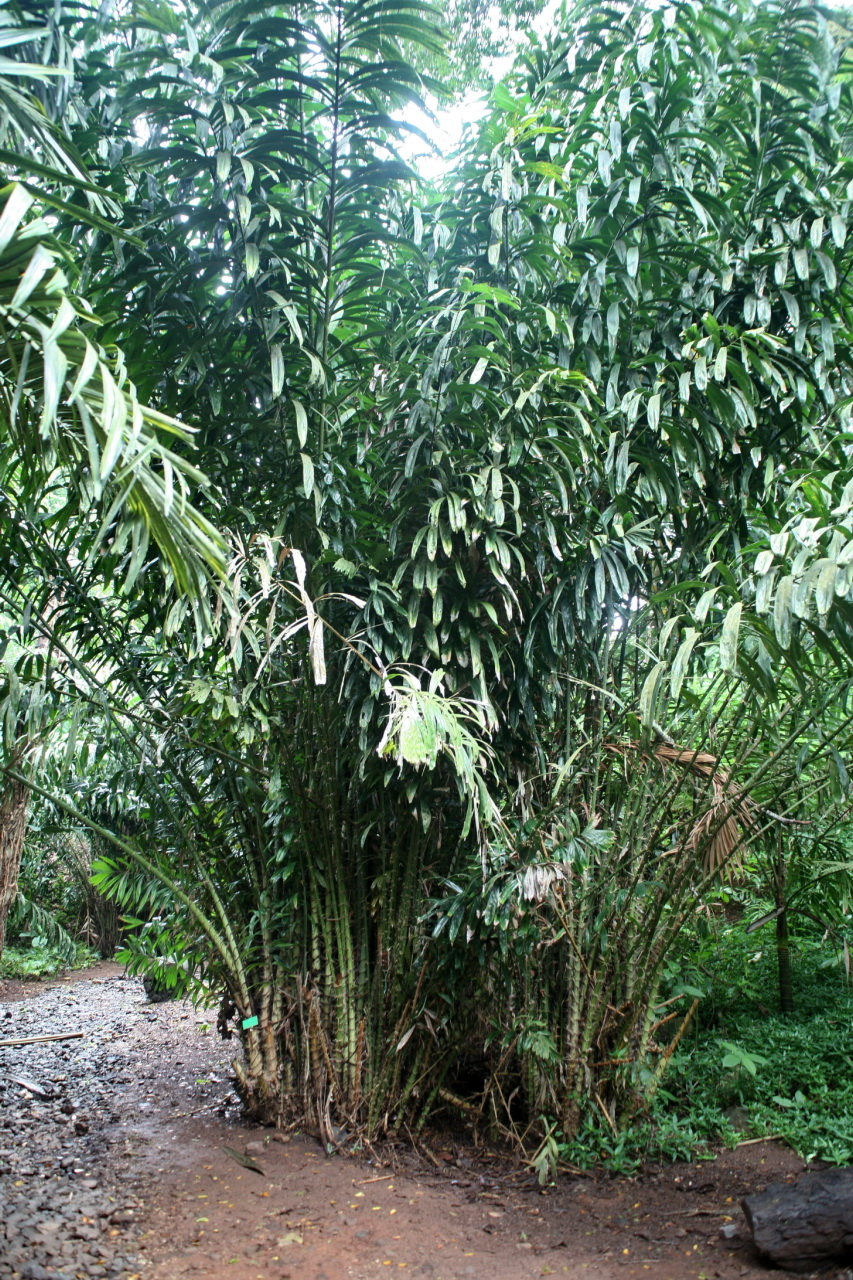
Salaka jedlá
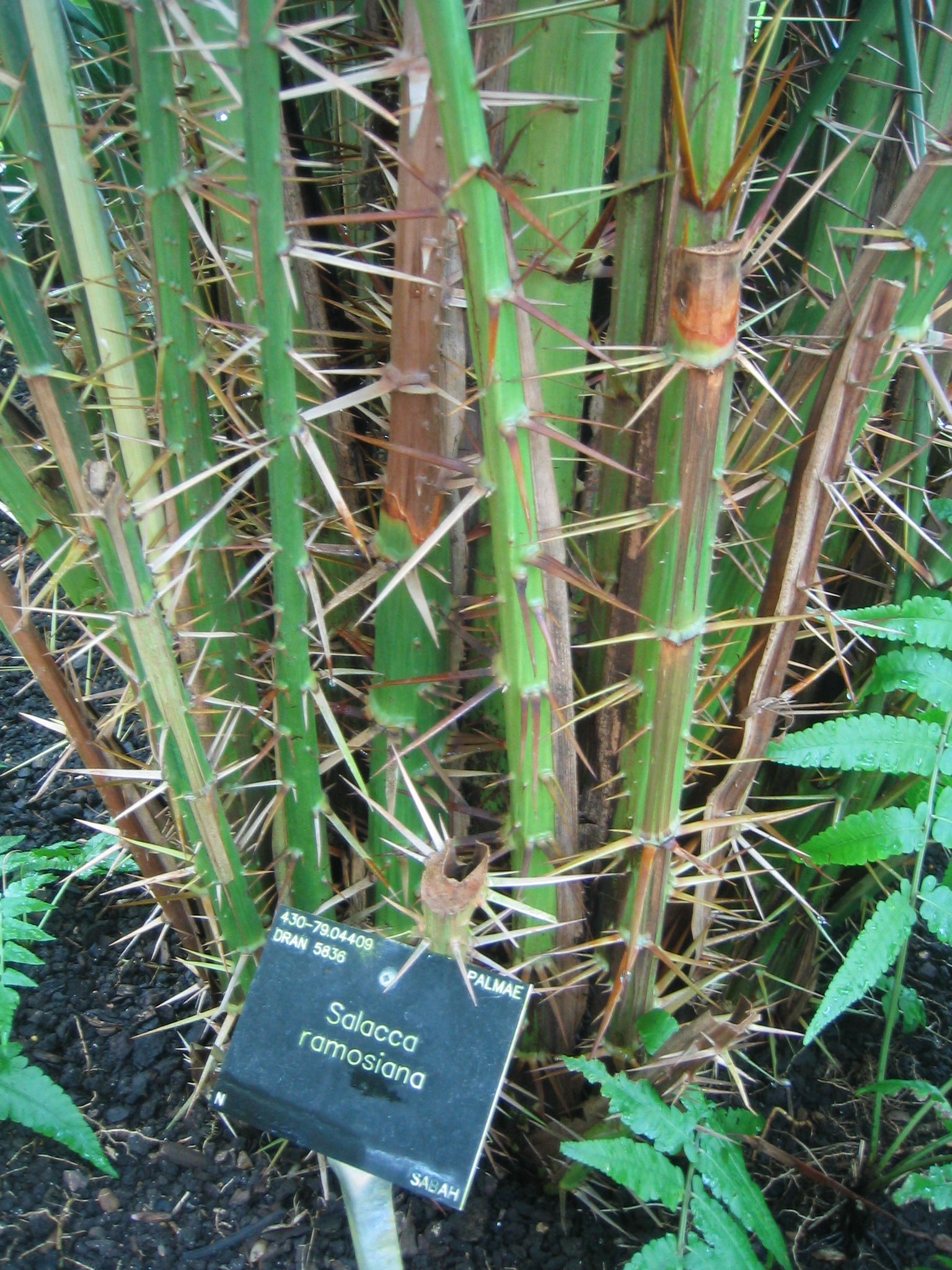
Ostnité řapíky listů Salacca ramosiana
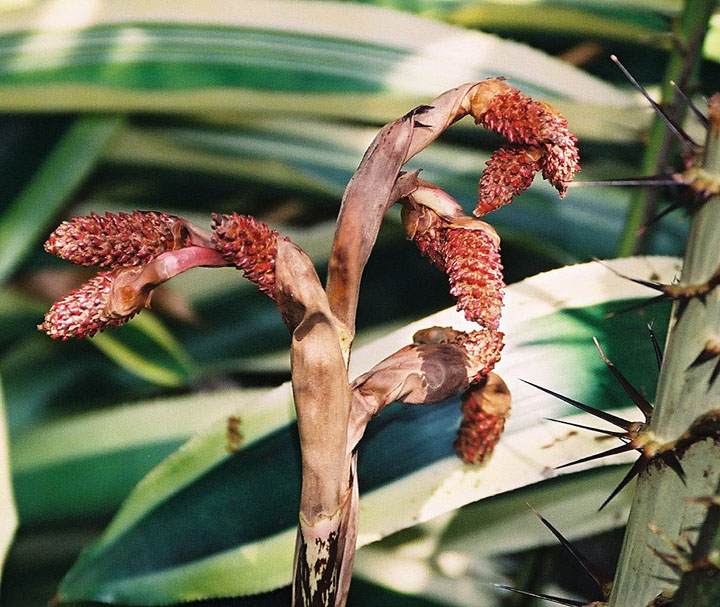
Květenství salaky jedlé
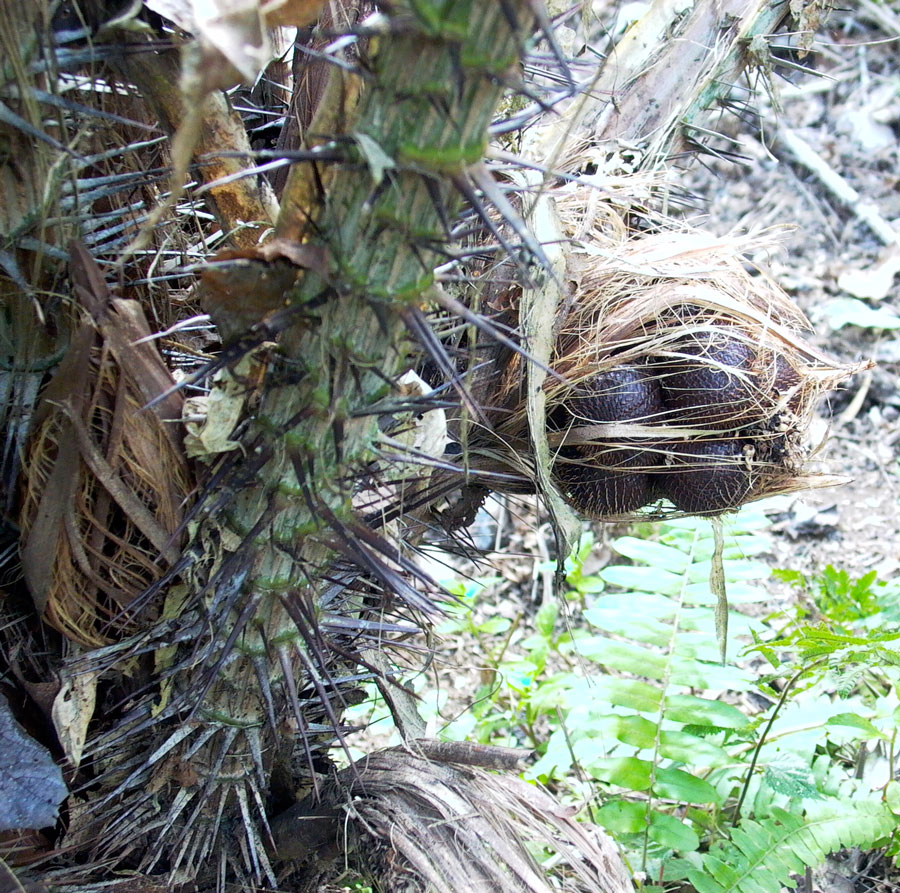
Plodenství salaky jedlé

## Rozšíření
Rod salaka zahrnuje asi 20 druhů a je rozšířen v tropické Asii. Areál rozšíření sahá od severovýchodní Indie přes Indočínu a jihočínský Jün-nan po Borneo, Jávu a Filipíny. Centrum druhové diverzity je na Borneu (12 druhů, z toho 8 endemických) a Malajském poloostrově (8 druhů, z toho 4 endemické). Největší areál má salaka jedlá (Salacca zalacca). Salaky rostou na široké škále tropických stanovišť od horských svahů po bažiny.

## Taxonomie
Rod Salacca je v rámci taxonomie palem řazen do podčeledi Calamoideae, tribu Calameae a subtribu Salaccinae. Tento subtribus zahrnuje mimo rodu Salacca pouze monotypický asijský rod Eleiodoxa. Oba rody jsou si velmi podobné a celá tato skupina čeká na taxonomické přehodnocení.

## Zástupci
- salaka jedlá (Salacca zalacca)

## Význam
Plody salaky jedlé jsou v jihovýchodní Asii oblíbeným ovocem, známým pod názvem salak. Plody jsou často prodávány na lokálních trzích, vyvážejí se však vzhledem ke krátké trvanlivosti jen zřídka. Mají chutnou dužninu, která se nejčastěji konzumuje syrová. Nezralé plody se upravují jako zelenina. Obdobné využití mají i plody Salacca wallichiana, známé pod názvem rakum. Jsou kyselejší a používají se také k dochucování pokrmů. Oba druhy jsou v tropické Asii běžně pěstovány. Lokální význam mají i plody některých dalších druhů, zejména S. glabrescens, S. affinis a S. magnifica. Jádra růstových vrcholů některých druhů (např. S. affinis) jsou jedlá coby palmové zelí.
Listy S. griffithii slouží v jižní Číně a Indočíně jako běžně používaná střešní krytina podobně jako listy S. secunda v severovýchodní Indii a Myanmaru.

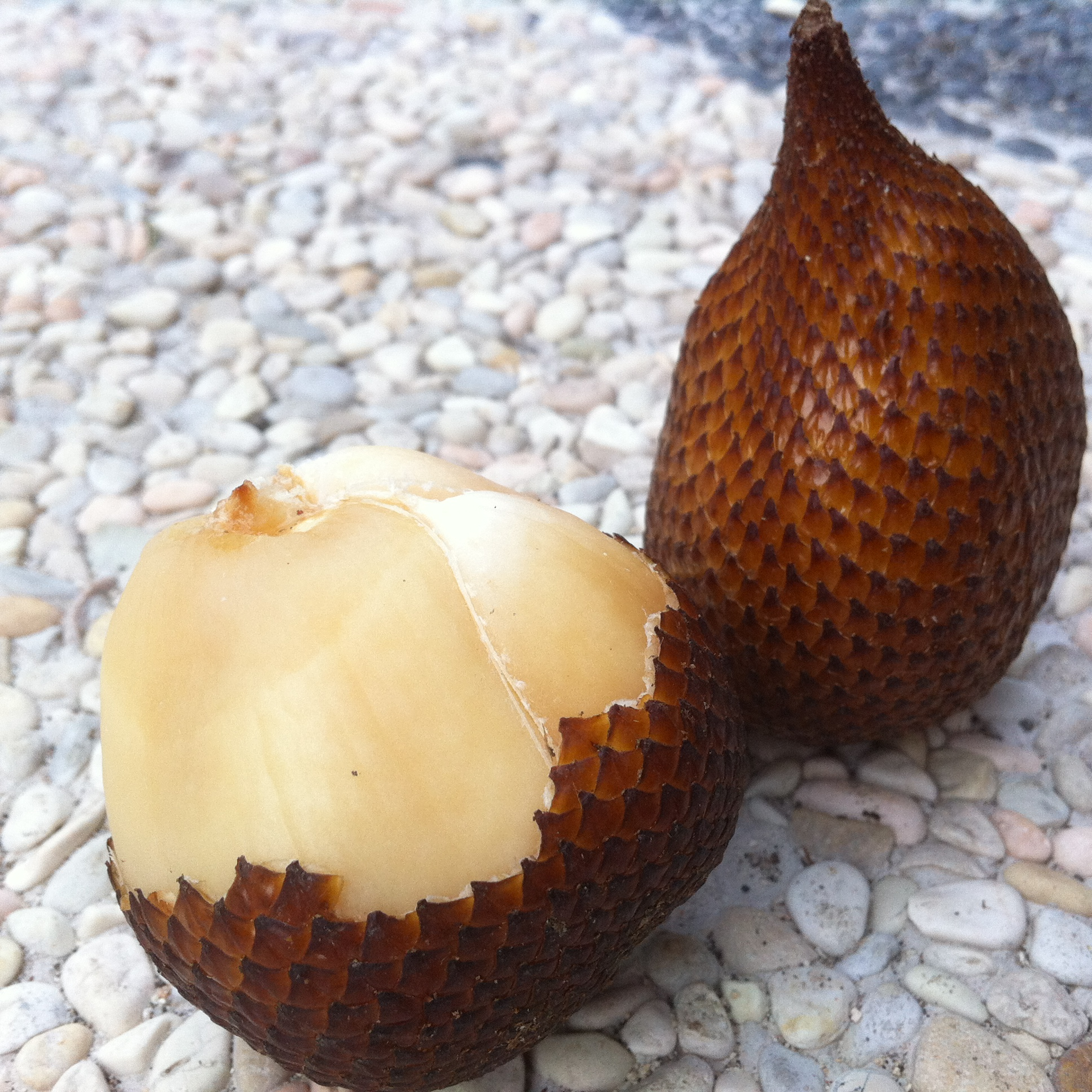
Salak, plody salaky jedlé
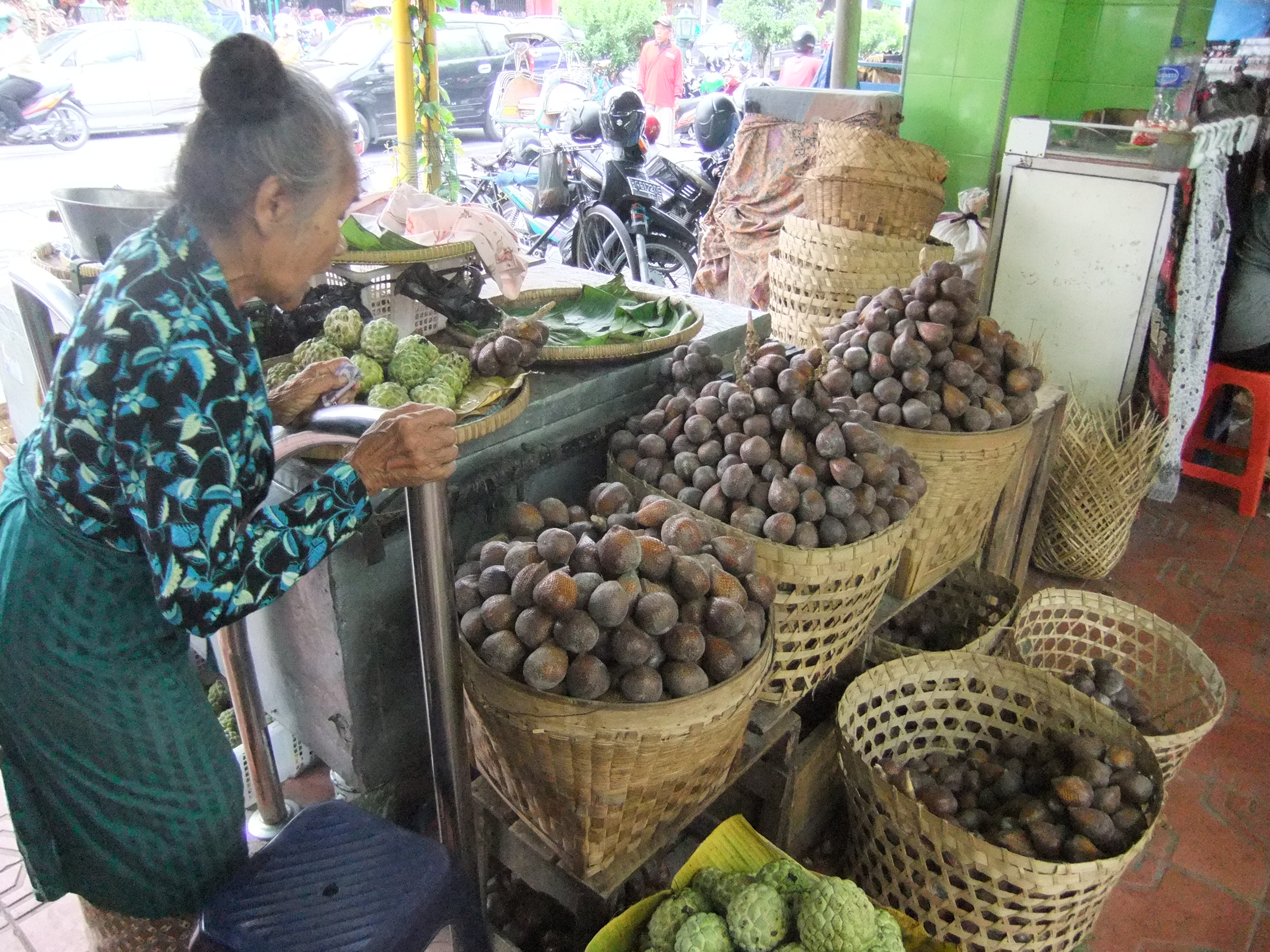
Plody salaky jedlé na trhu v Indonésii
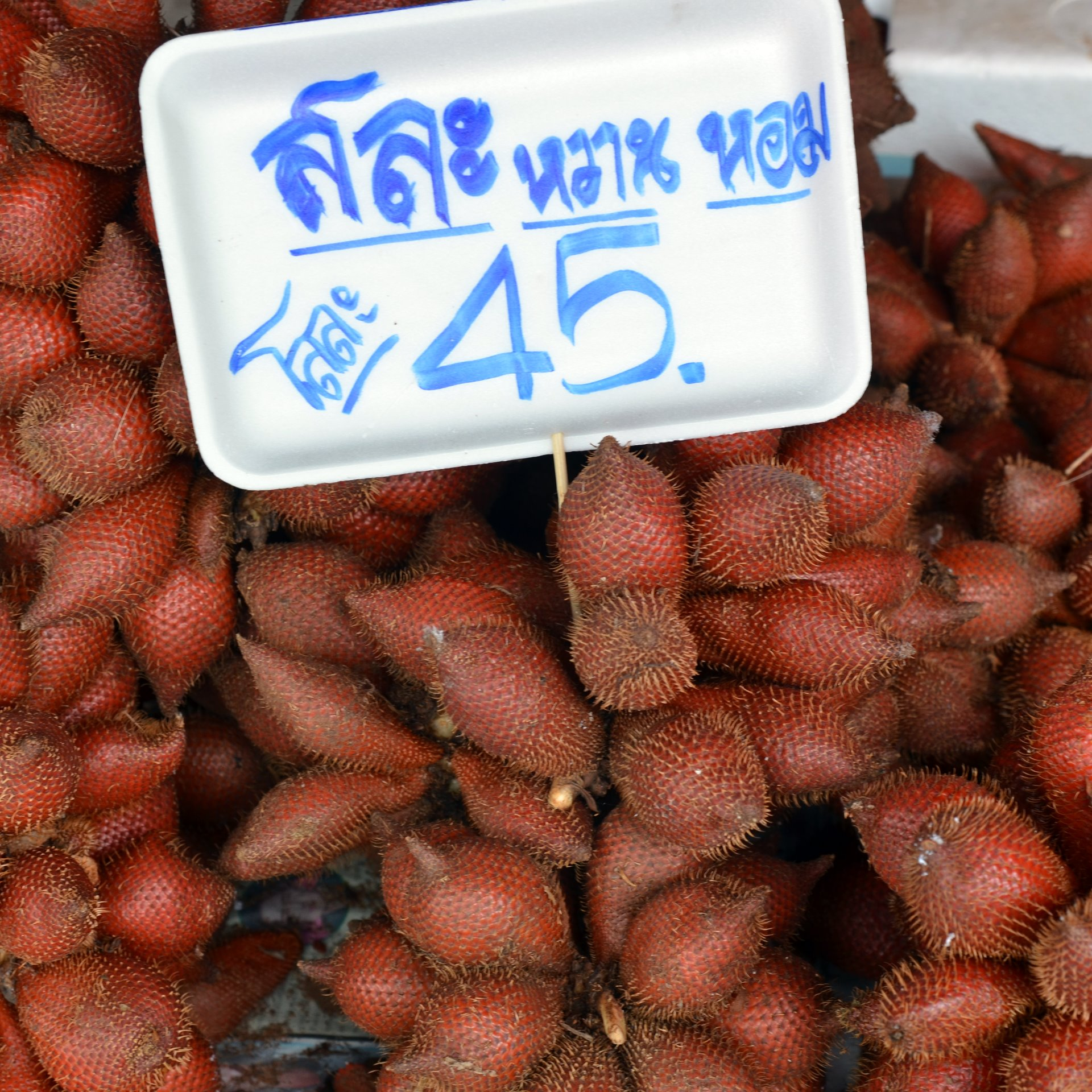
Rakum, plody Salacca wallichiana